# Gniewino
Gniewino er en landsby i Gmina Gniewino med 1.710 indbyggere.

## 
54°43′01″N 18°00′59″Ø / 54.7169°N 18.0164°Ø